# Robert Campin
Robert Campin (Valenciennes?, ca. 1375/1379-Tournai, 26 de abril de 1445) fue un pintor primitivo flamenco. Documentado entre 1404 y 1444 como maestro pintor en Tournai (actual Bélgica), se le considera el iniciador de la escuela pictórica flamenca junto a Hubert y Jan van Eyck, aunque no ha sido posible documentar ninguna pintura sobre tabla hecha por él.
En Tournai dirigió un importante taller en el que colaboraron artistas como Rogier van der Weyden y Jacques Daret, si bien las obras citadas en los documentos de las que han llegado noticias hacen exclusiva referencia al policromado de esculturas y retablos, y a la pintura de murales, estandartes y escudos, de lo que nada se ha conservado.

## Biografía
De biografía relativamente bien conocida, consta que en 1406 se estableció en Tournai, donde en 1410 adquirió la ciudadanía. En la década de 1420 desempeñó cargos de gobierno en el ayuntamiento de la ciudad, como inspector primero —eswardeurs— y luego como auditor. En 1429 comenzó a tener problemas con la justicia, posiblemente por el ejercicio de esos cargos de gobierno en momentos turbulentos para la ciudad y por su participación en el levantamiento urbano de 1423 contra el poder aristocrático, por lo que fue condenado a peregrinar a la abadía de Saint-Gilles y al pago de una multa, además de prohibírsele el ejercicio de cargos públicos. Poco después fue nuevamente llevado ante los jueces, acusado en esta ocasión de adulterio pues estando casado con Ysabel de Stoquain, convivía con Leurence Polette, por lo que fue condenado el 29 de julio de 1432 a un año de destierro, levantado algunos meses después por mediación de Margarita de Borgoña, duquesa de Henao.

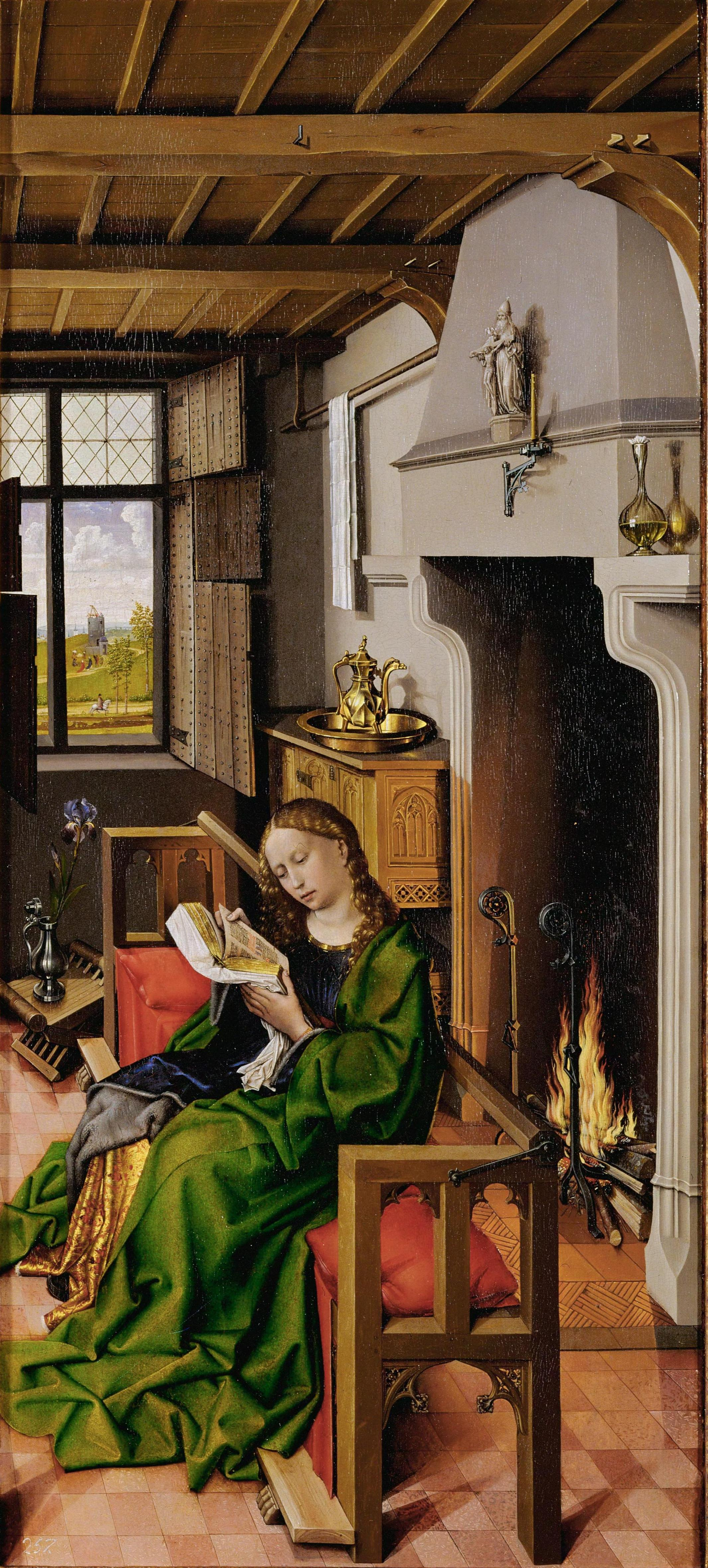
Santa Bárbara, 1438, Museo del Prado.

Estos problemas con la justicia parecen estar en el origen del abandono del taller por Van der Weyden y otro oficial llamado Willemet, para convertirse en maestros independientes, y el 18 de octubre de ese mismo año 1432 por Daret, que el mismo día fue elegido decano del gremio de San Lucas, lo que indica que en el taller de Campin no era un simple aprendiz.
Identificado por Georges Hulin de Loo con el llamado Maestro de Flémalle, nombre convencional creado en 1898 por Hugo von Tschudi, tal identificación, y por consiguiente la atribución a Campin de las obras que antes se habían atribuido al Maestro de Flémalle, acabó siendo generalmente aceptada, aunque no sin excepciones como la de Max J. Friedländer, quien llegó a sostener con Renders la atribución del conjunto de obras que habían ido siendo relacionadas con el maestro anónimo a un Rogier van der Weyden juvenil. Pero la identificación de Campin con Flémalle vuelve a cuestionarse, dado que es imposible asignarle ninguna obra con entera seguridad. Ha de tenerse en cuenta, además, que al crearse la personalidad del Maestro de Flémalle se le suponía seguidor tanto de los Van Eyck como de Van der Weyden e inferior a ellos en cuanto que imitador de algunos de los modelos creados por estos, relación que se invirtió al producirse la identificación con Campin, en tanto que siendo maestro de Van der Weyden lo precedía, de tal modo que la única obra fechada de ese corpus, el llamado Tríptico Werl, de 1438, pasó de estar considerada una obra extraordinariamente temprana del Maestro de Flémalle a considerarse una obra tardía de Campin, sin que ello supusiese alterar la valoración estética o temporal de las restantes obras del corpus.
Por otro lado, el conjunto de obras que a lo largo del tiempo se han ido atribuyendo al Maestro de Flémalle o a Robert Campin forman un corpus muy diverso por su procedencia y estilo, lo que hace difícil aceptar que hayan salido de una misma mano o incluso de un mismo taller. Nada ayuda a la atribución a Campin de ese variado conjunto de obras, como señaló Friedländer, el hecho de que ninguna de ellas se pueda asociar en su origen a Tournai, estando destinadas a lugares como Colonia (Tríptico Werl), Malinas o Lovaina, en tanto la fama de Campin nunca trascendió más allá de las fronteras de su ciudad ni recibió encargos de fuera de ella según la documentación y los testimonios literarios primitivos, que destacan a Van Eyck y a Van der Weyden como iniciadores de la escuela flamenca pero nunca mencionan o recuerdan a Campin.

## Obras atribuidas en algún momento al Maestro de Flémalle/Robert Campin

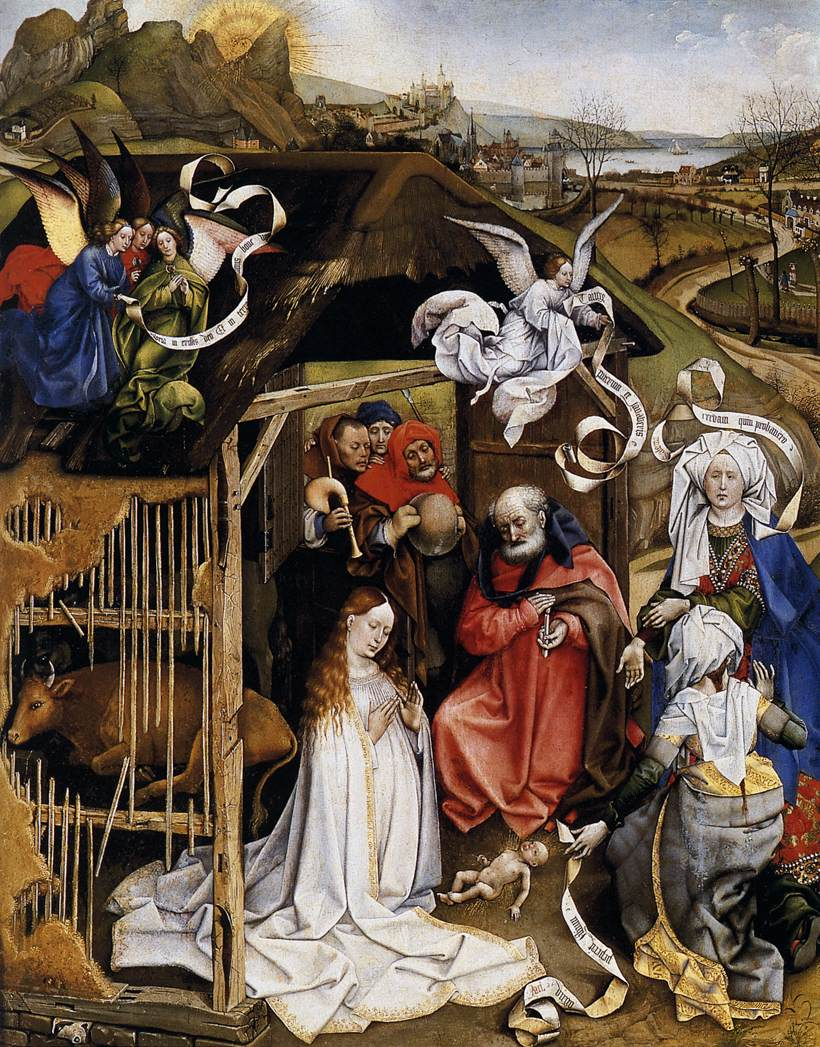
La Natividad, Museo de Bellas Artes de Dijon.

- Tríptico de la Anunciación, en colección particular de Bruselas.
- La misa de san Gregorio, en los Museos Reales de Bellas Artes de Bélgica, Bruselas.
- Tríptico Seilern: La deposición en el sepulcro, La Resurrección y El Calvario con donante, Courtauld Institute of Art, Londres.
- La Virgen de la pantalla, atribuida en el museo a un seguidor de Robert Campin;[10] Retrato de un hombre; Retrato de una mujer, en la National Gallery de Londres.
- La Natividad, Museo de Bellas Artes de Dijon. Considerada una de sus obras maestras y clave para entender su estilo artístico.
- Virgen en la Gloria con san Pedro, san Agustín y el donante, Museo Granet, Aix-en-Provence.
- Tríptico de Mérode: La Anunciación, San José en el taller y Retrato de los donantes. Metropolitan Museum, Nueva York. Considerado en el museo del taller de Robert Campin.[11] Devuelto por Lorne Campbell al Maestro de Mérode, la tabla central de la Anunciación es copia de una pintura de apariencia más antigua conservada en Bruselas, Musées royaux des Beaux-Arts, y en él participaron tres artistas distintos, correspondiendo un panel a cada uno de ellos.[12]
- La Verónica (anverso); La Trinidad (reverso); La Virgen con el Niño; Fragmento de Calvario con el Buen ladrón (Tablas de Flémalle). Instituto Städel, Fráncfort.
- La Trinidad; Virgen con el Niño en un interior, en el Museo del Hermitage de San Petersburgo.
- Tríptico Werl (tabla central desaparecida): Santa Bárbara (panel derecho) y el donante Enrique Werl con san Juan Bautista (panel izquierdo); ambas alas se conservan en el Museo del Prado de Madrid. Catalogadas en el museo como de Seguidor del Maestro de Flémalle.[13]
- Los desposorios de la Virgen (anverso) y Santiago y santa Clara (reverso). Las imágenes del reverso, pintadas en grisalla. Actualmente catalogada como obra del Maestro de Flémalle.[13]
- La Anunciación, Museo del Prado. Catalogada como obra del taller o seguidor del Maestro de Flémalle.[13]
- Retrato de un hombre robusto. ¿Robert de Masmines?, Museo Thyssen-Bornemisza de Madrid.[14] Réplica o copia mediante calco del original conservado en la Gemäldegalerie de Berlín. Es posible que original y copia fuesen realizadas por artistas distintos en talleres distintos. Atribuido a Robert Campin.[15]